# Hong Kong Open 1995
L'Hong Kong Open 1995 è stato un torneo di tennis giocato sul cemento. È stata la 20ª edizione dell'Hong Kong Open che fa parte della categoria World Series nell'ambito dell'ATP Tour 1995.
Si è giocato a Hong Kong dal 17 al 23 aprile 1995.

## Campioni

### Singolare
Michael Chang ha battuto in finale  Jonas Björkman con il punteggio di 6–3, 6–1

### Doppio
Tommy Ho /  Mark Philippoussis hanno battuto in finale  Jakob Hlasek /  Patrick McEnroe con il punteggio di 6–1, 6–7, 7–6